# Wario Land: The Shake Dimension
Wario Land: The Shake Dimension, känt som Wario Land: Shake It! i Nordamerika och Wario Land Shake i Japan, är ett spel till konsolen Wii. Det är det sjätte spelet i Wario Land-serien.